# نجمت
نجمت أو نوجمت أو نجميت أو نوجميت، هي ملكة مصرية قديمة غير حاكمة أو زوجة ملك من نهاية عهد الأسرة العشرين وبداية عهد الأسرة الحادية والعشرين، وهي زوجة كاهن آمون الأكبر حريحور.

## حياتها
ربما تكون الملكة نجمت ابنة آخر ملوك الرعامسة، الملك رعمسيس الحادي عشر، وربما زوجة كاهن آمون الأكبر بايعنخي، إذا ما كان هذا الأخير هو سلف حريحور في كهانة آمون العظمى على النحو الذي يدعمه كارل جانسن وينكلن. وفي وقت مبكر من حياتها كانت تحمل ألقاباً مثل سيدة البيت ورئيسة نساء الإله آمون.
وبحسب اثنين من علماء المصريات هما إيدان دودسون وديان هيلتون، كان لدى الملكة نجمت عدة أطفال من زوجها الأول بابعنخي: حقانفر، حقاماعت، عنخف إن موت، فعنموت (أنثى)، والأكثر شهرة منهم كلهم، كاهن آمون الأكبر المستقبلي الذي أصبح ملكاً باينجم الأول (بينوزم الأول). وقد كانت الملكة نجمت تحظى بثقة عالية عند الكاهن الأكبر بايعنخي، ففي كل مرة كان عليه أن يقوم بأعمال له في النوبة، كان يترك إدارة شؤون طيبة لها. وعندما توفي حوالي 1070 ق.م، اقتُرح حريحور خلفا له؛ وقد تمكنت الملكة نجمت من الحفاظ على امتيازاتها بالزواج من هذا الرجل. وفي وقت لاحق عندما ادعى حريحور الحق في العرش - على الرغم من أن ذلك داخل حدود معبد آمون في الكرنك فقط - أصبحت نجمت فعلا «الملكة»: فاسمها أصبح منقوشاً داخل خرطوش وبعد ذلك حملت ألقاباً مثل ربة الأرضين وأم الملك.
وقد عاشت الملكة نجمت لفترة أطول حتى من زوجها الثاني حريحور، وتوفيت في الأعوام الأولى من حكم الملك سمندس أي حوالي 1064 ق.م.

## مومياؤها
تم اكتشاف مومياء الملكة نجمت في خبيئة الدير البحري (TT320). وجسدها يشي بأنها ماتت متقدمة في العمر. وكانت محنطة بتقنية التحنيط الجديدة التي تنطوي على استخدام عيون مستعارة وحشو الأطراف العلوية والسفلية تحت الجلد بالكتان ومواد أخرى. وكان القلب لا يزال موجوداً داخل جسمها. ومع موميائها وجد كتابان من كتاب الخروج للنهار. واحد منهم، (بردية المتحف البريطاني: 10490)، موجهة إلى «والدة الملك نجمت، ابنة أم الملك حري رع». في حين أن اسم نجمت كتب في خرطوش، اسم حري رع لم يكن كذلك. وبما أن الغالبية ينظرون لنجمت على أنها زوجة الكاهن الأكبر حريحور، فغالبا ما يفسر لقب حري رع على أنه:«حماة الملك»، على الرغم من أن لقبها «التي حملت الثور القوي» يوحي بأنها في الواقع يجب أن تكون قد ولدت ملكاً بالفعل.

## رأي حولها
يعتقد بعض العلماء أنه هناك اثنتان من السيدان تحملن اسم نجمت حول حريحور، واحدة هي والدته والأخرى هي زوجته، وذلك لتفسير وجود كتابين من كتب الخروج إلى النهار مع نفس المتوفاة في خبيئة الدير البحري بنفس الاسمك ولقبين مختلفين.